# Jean Louveau
Jean Louveau M.Afr., né à Cantenay-Épinard (49) le 2 septembre 1871 et mort à Anvers (Belgique) le 4 avril 1906, est un missionnaire français en Afrique.

## Biographie

### Formation

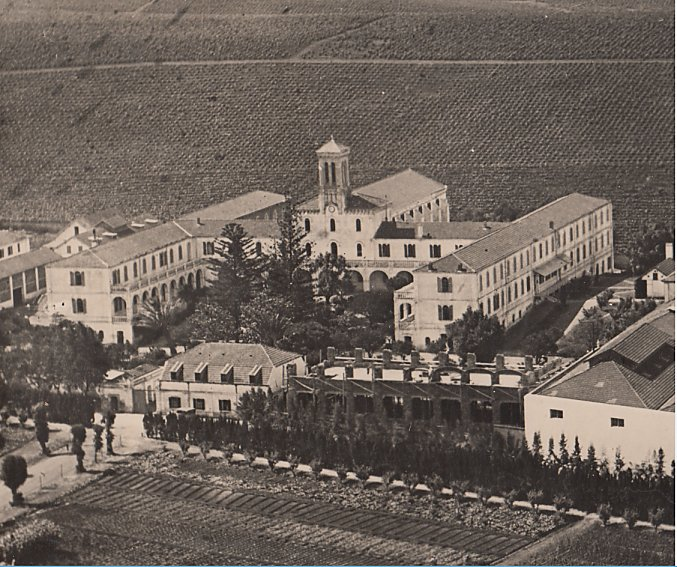
Maison-Carrée, maison de formation des Pères blancs.

Il entre en 1884 au petit séminaire de Beaupréau puis, en 1891, au grand séminaire d'Angers et en 1893 au noviciat des Pères Blancs à Maison-Carrée, aux portes d'Alger. Après s'être engagé chez les Pères Blancs, il rejoint en 1894 le grand séminaire de Saint-Louis à Carthage (Tunisie) où il est ordonné prêtre en mars 1896. Il revient en mars 1898 à Cantenay-Épinard saluer sa famille puis s'embarque le 20 mai 1898 à Marseille pour le vicariat apostolique du Nyassa (à cheval sur l'actuel Malawi et l'actuelle Zambie) qu'il rejoint via Naples, Port-Saïd, Aden, Zanzibar, Dar-es-Salaam, Beira, Chindé, Fort-Johnston. Le Nyassa est alors sous protectorat anglais et son premier vicaire apostolique est, depuis 1897, un autre Angevin, Mgr Joseph Dupont (1850-1930).

### En Afrique orientale
Le 10 août 1898, il arrive à la station de Kayambi (ceb) (actuelle Zambie) dans l'Ubemba où il est chargé de l'orphelinat. En 1899, il est transféré à la mission de Kilubula (actuelle Chilubula Mission), dans l'Ubemba, et il fonde en 1900 la mission de Sancta-Maria de Bangouéolo toujours dans l'Ubemba. En 1902, il fonde puis dirige la mission du Mua (actuel Malawi) dans l'Angoniland.
Rapatrié en Belgique pour raison de santé dans les premiers mois de 1906, il meurt dans la maison des Pères Blancs d'Anvers.